# Johannes Kaiser (Politiker, 1958)

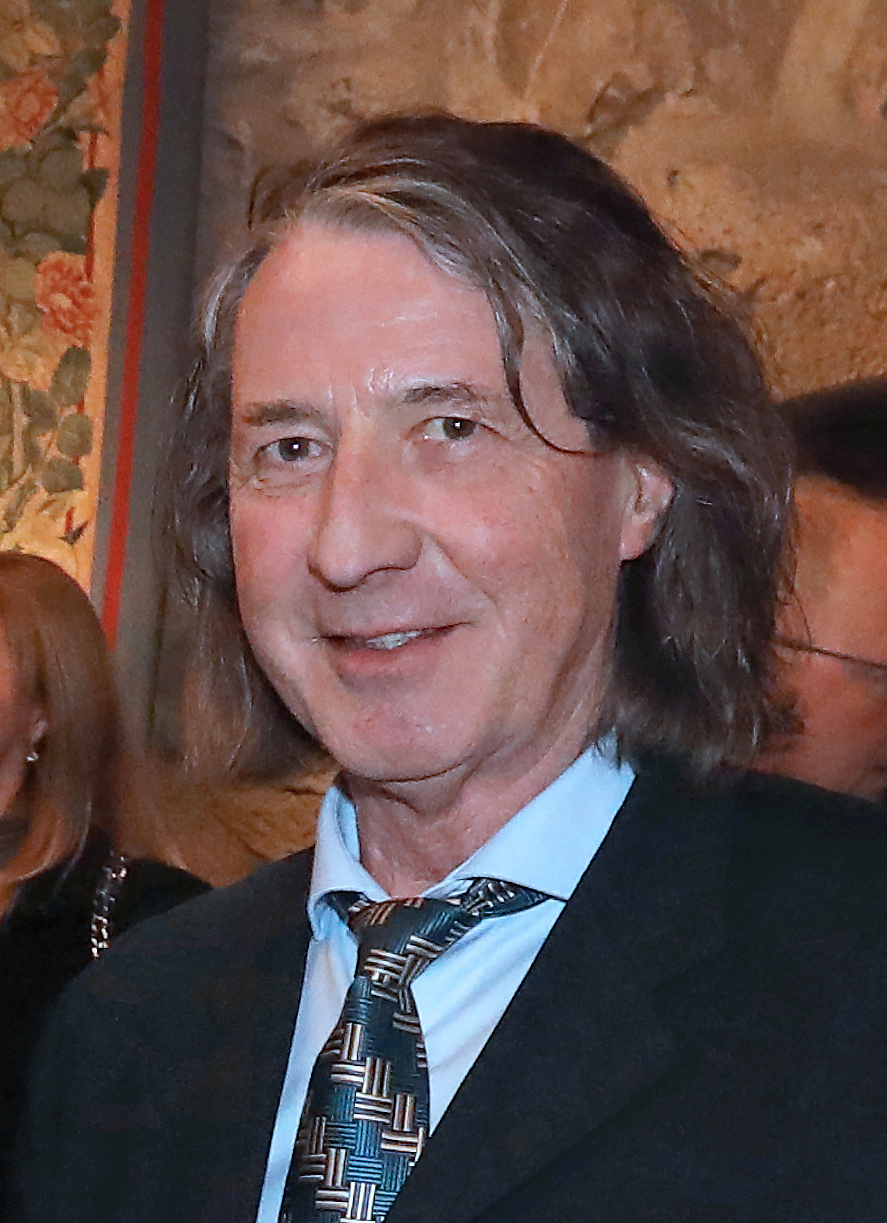
Johannes Kaiser (2024)

Johannes Kaiser (* 29. Juni 1958 in Eschen) ist ein liechtensteinischer Politiker. Er ist seit 2001 Abgeordneter im liechtensteinischen Landtag.

## Biografie
Kaiser war von 1987 bis 1991 Vizepräsident der Fortschrittlichen Bürgerpartei. Im Anschluss war er von 1991 bis 2003 Vorsteher der Gemeinde Mauren. Kaiser wurde 2001 erstmals für die FBP in den Landtag des Fürstentums Liechtenstein gewählt. Bei den folgenden sechs Landtagswahlen, zuletzt 2025, erfolgte jeweils seine Wiederwahl. Als Abgeordneter hatte er von 2003 bis 2009 den Vorsitz der Finanzkommission, einer der drei ständigen Kommissionen des Landtages, inne. Von 2009 bis 2013 war er Fraktionssprecher der FBP-Fraktion im Landtag. Von 2013 bis 2017 war er einer der beiden Schriftführer des Landtages. Anfang März 2018 trat Kaiser aus der Fortschrittlichen Bürgerpartei aus und gehörte dem Landtag seither als parteifreier Abgeordneter an. Im November 2019 konnten die Konflikte bereinigt werden, woraufhin Kaiser auf seinen Wunsch hin vom Landesvorstand der FBP wieder in die Partei aufgenommen wurde und auch per sofort wieder der FBP-Fraktion im Landtag angehörte.
Für seine Verdienste um Mauren verlieh ihm sein Amtsnachfolger Freddy Kaiser im März 2003 die Goldene Verdienstmedaille der Gemeinde. Im September desselben Jahres wurde ihm das Komturkreuz des fürstlich liechtensteinischen Verdienstordens verliehen. Kaiser ist verheiratet und Vater von zwei Kindern.